# Cinzano
Cinzano (piemontesisch Cinsan) ist eine Gemeinde in der italienischen Metropolitanstadt Turin (TO), Region Piemont.

## Lage und Einwohner
Cinzano liegt etwa 26 km östlich von Turin. Das Gemeindegebiet umfasst eine Fläche von 6,2 km² und hat 340 Einwohner (Stand 31. Dezember 2023). 
Die Nachbargemeinden sind Casalborgone, Rivalba, Sciolze, Berzano di San Pietro und Moncucco Torinese.

### Bevölkerungsentwicklung

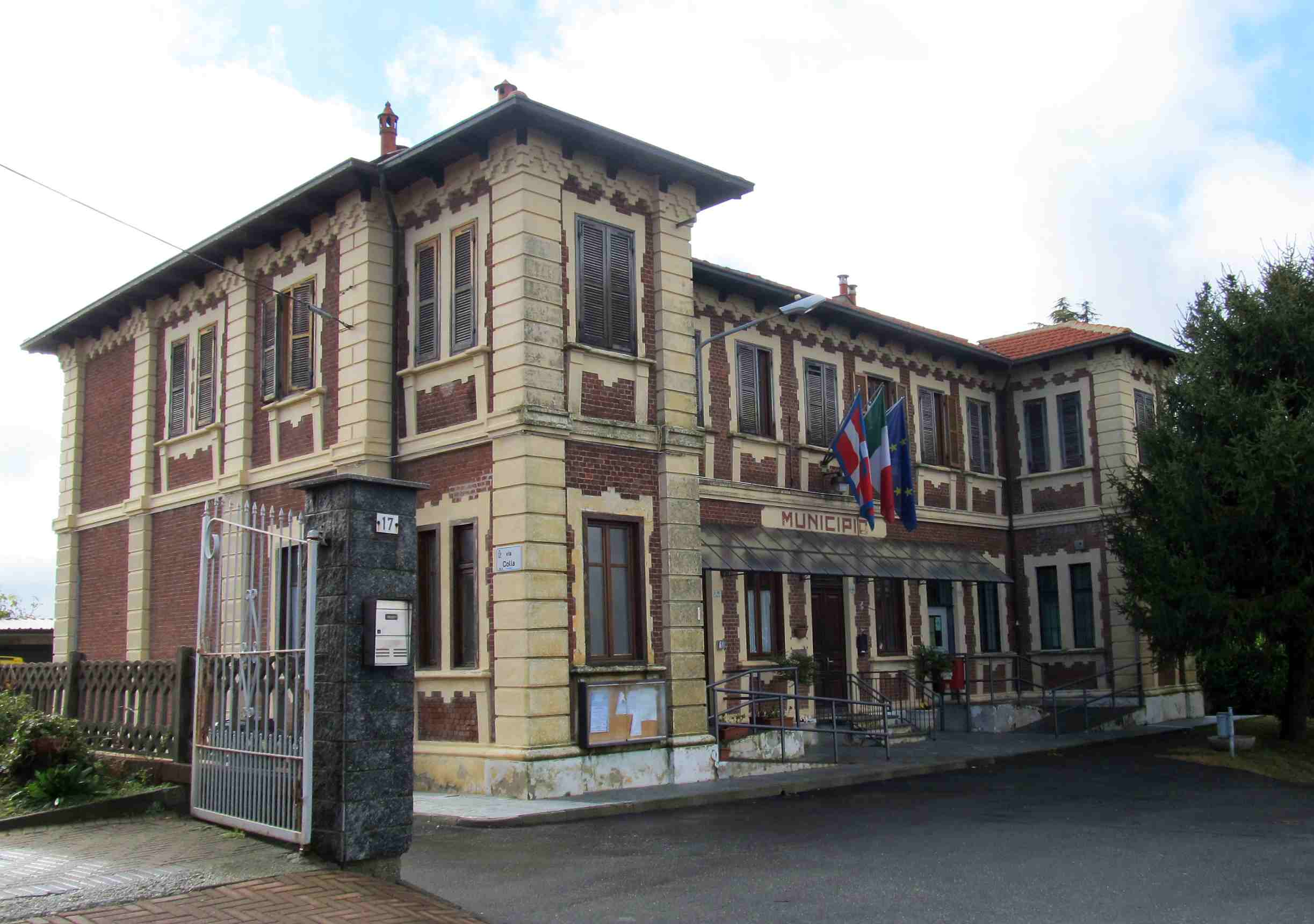
Gemeindehaus